# فليتشير لان
فليتشير لان (بالإنجليزية: Fletcher Lane)‏ هو مدرب كرة سلة أمريكي، ولد في 10 يناير 1875 في هيرناندو في الولايات المتحدة، وتوفي في 12 أغسطس 1949.

## روابط خارجية
- فليتشير لان على موقع كلية كرة السلة في سبورتس رفرنس.كوم (الإنجليزية)